# Danaea
Danaea é um género de pteridófitos pertencente à família das Marattiaceae que agrupa cerca de 30 espécies validamente descritas.

## Descrição
As espécies pertencentes ao género Danaea são plantas de hábitos terrestres, com rizoma rastejante a erecto ou ascendente, com raízes grossas e carnosas, com a superfície dorsal recoberta por duas fileiras de estípulas. As folhas são dimorfas, com pecíolo erecto, ocasionalmente com nós engrossados, com escamas peltadas castanhas, caducas. A lâmina foliar é deltado-ovada a oblonga, 1-pinada, grosseiramente membranácea a subcoriácea, com ráquis leve a conspicuamente alado, com nós inchados nos eixos das pinas, com escamas similares às do pecíolo, frequentemente caducas. As pinas são opostas, sésseis ou pediculadas. As folhas férteis similares na forma às folhas estéreis, mais curtas ou mais largas mas sempre mais alongadas. As nervuras são livres, unindo-se todas num rebordo cartilaginoso ao longo da margem. Os esporângios ocorrem fundidos em sinângios lineares que comtêm 17–100 lóculos, com os sinângios recobrindo quase completamente a superfície abaxial das pinas férteis. Os esporos são monoletos.

## Taxonomia
O género foi descrito por James Edward Smith e publicado em Mémoires de l'Academie Royale des Sciences 5(1790–1791): 420, t. 9, f. 11. 1793, tendo como espécie tipo Danaea nodosa.
O género Danaea inclui as seguintes espécies:	
| - Danaea alata - Danaea antillensis - Danaea arbuscula - Danaea betancurii - Danaea carillensis - Danaea cartilaginea - Danaea chococola - Danaea crispa - Danaea danaepinna - Danaea draco - Danaea elliptica - Danaea epiphytica - Danaea humilis - Danaea imbricata - Danaea inaequilatera - Danaea jenmanii - Danaea kalevala - Danaea leussinkiana - Danaea lingua-cervina - Danaea lucens - Danaea mazeana - Danaea moritziana | - Danaea nodosa - Danaea oblanceolata - Danaea paleacea - Danaea plicata - Danaea quebradensis - Danaea riparia - Danaea simplicifolia - Danaea tenera - Danaea trichomanoides - Danaea trinitatensis - Danaea tuomistoana - Danaea ulei - Danaea ushana - Danaea wendlandii - Danaea vivax - Danaea wrightii - Danaea xenium - Danaea ypori - Danaea zamiopsis |